# Антоновка (Туринський міський округ)
Анто́новка (рос. Антоновка) — присілок у складі Туринського міського округу Свердловської області.
Населення — 5 осіб (2010, 25 у 2002).
Національний склад населення станом на 2002 рік: росіяни — 92 %.